# 尼亚加索拉
尼亚加索拉（法語：Niagassola）是几内亚东北部康康大区锡吉里省的县及城镇名，临近与马里的边界。
当地没有通电，饮水依靠三台水泵。
尼亚加索拉是世界巴拉風之乡，也是已被列入人类口述和非物质遗产代表作名录的索索·巴拉的发祥地。